# Neophaestus
Neophaestus is een geslacht van kevers uit de familie bladkevers (Chrysomelidae).
De wetenschappelijke naam van het geslacht werd in 1949 gepubliceerd door Hinks.

## Soorten
- Neophaestus chiriquensis (Jacoby, 1887)